# Josep Gregori de Montero i d'Alòs
Josep Gregori de Montero i d'Alòs (Barcelona, 9 de maig de 1731 – Sant Cugat del Vallès, 26 de març de 1815). Erudit benedictí.
Fill de Baltasar de Montero i González de Soria i Maria Anna d'Alòs i de Rius va ser batejat l'endemà a la parròquia de Sant Just. Germà de Francesc de Montero i d'Alòs savi jesuïta i nebot de Josep Francesc d'Alòs i de Rius, Antoni d'Alòs i de Rius primer marquès d'Alòs i Manuel d'Alòs i de Rius.
Va estudiar al col·legi dels jesuïtes de la Rambla. Als tretze anys va entrar al monestir de Sant Pere de Besalú (1744), li va imposar l'hàbit fra Antoni d'Atmetller i de Montaner. Posteriorment va ingressar al monestir de Sant Pau del Camp, on va estudiar teologia i va arribar a ser un eminent teòleg i catedràtic distingit al mateix monestir. El 6 de maig de 1767, ingressà a l'Acadèmia de Bones Lletres de Barcelona. Al cap de poc temps fou secretari general de l'ordre benedictina. El 6 d'octubre de 1781, fou escollit nou abat del monestir de Sant Esteve de Banyoles. Tanmateix, no entra a la vila fins al dia 9 de juny de 1782 que va ser rebut per les principals personalitats de Banyoles. L'any 1788 fou escollit abat del monestir de  Sant Cugat del Vallès, abans però va ser primer secretari i cambrer. Durant la seva etapa com abat al monestir van ocórrer diversos esdeveniments : 
- El 2 de setembre de 1789 es van traslladar les despulles de tots els monjos i abats que estaven enterrats en l'antiga sepultura de l'abat Bonaventura Gayolà.[1]
- El 1790 es va escriure l'obra Memorias históricas del Real Monasterio de San Cucufate del Vallés pel monjo Benet de Moxó i de Francolí que ha permès conèixer molta informació de la història del monestir.
- L'any 1808 va tenir lloc davant les portes del monestir una terrible batalla de l'anomenada Guerra del Francès on el general francès Deveaux va patir una derrota.

El CRAI Biblioteca de Fons Antic de la Universitat de Barcelona conserva una quinzena d'obres que van formar part de la biblioteca personal de Montero, així com un exemple de les marques de propietat que van identificar els seus llibres al llarg de la seva vida.

## Obres[6]
- 1765 publicà Enchiridion theologicum polemicum.[7]
- 1766 Oracion funebre que en las solemnes exequias i funeral con que la fidelisima ciudad de Barcelona honró la amable i venerable memoria de ... Doña Isabel de Farnesio.